# Eduard Baltzer

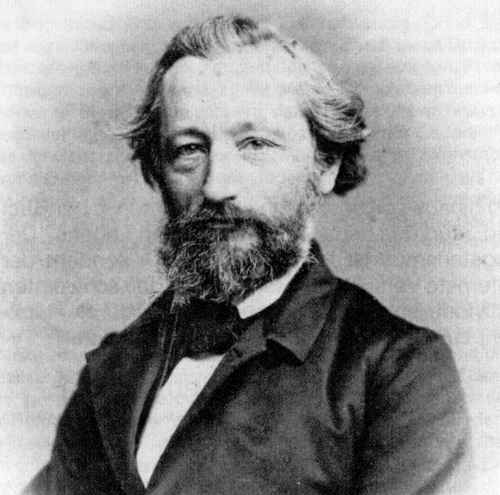
Eduard Baltzer

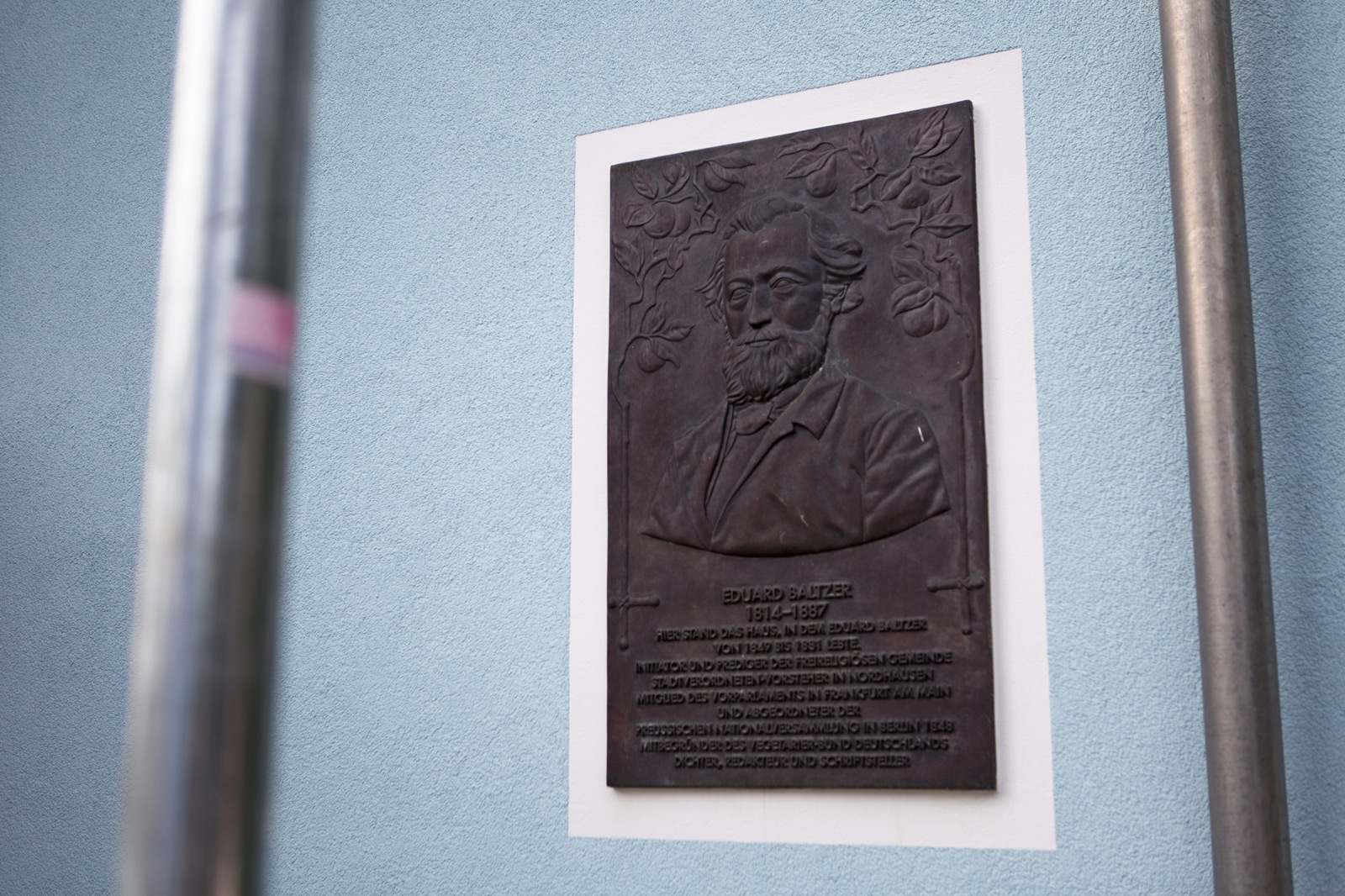
Gedenktafel in der Baltzerstraße in Nordhausen

Eduard Wilhelm Baltzer (* 24. Oktober 1814 in Hohenleina; † 24. Juni 1887 in Durlach bei Karlsruhe) war ein deutscher Demokrat und evangelischer Theologe. Er vertrat einen ethischen Vegetarismus, gründete den ersten Vegetarier-Verein in Deutschland, war Pionier der Lebensreform-Bewegung und der erste Präsident des Bundes Freireligiöser Gemeinden Deutschlands. 1852 prägte er den Begriff der „Jugendweihe“.

## Leben

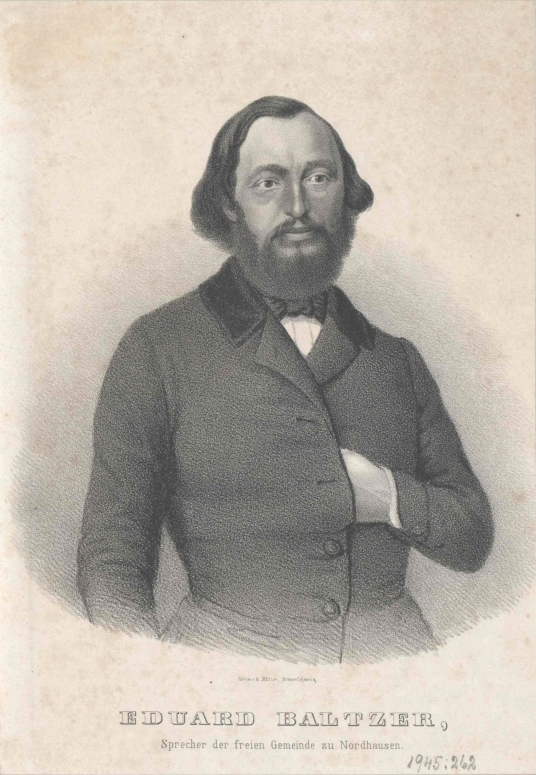
Eduard Baltzer

Eduard Baltzer war ein Sohn des sächsischen Pastors Johann Friedrich Baltzer sen. und dessen Ehefrau Caroline Wachsmuth. Er studierte – bestimmt für den geistlichen Beruf – von 1834 bis 1838 klassische Philosophie sowie Evangelische Theologie in Leipzig und Halle. Nach dem, auch einige medizinische Vorlesungen umfassenden, Studium wurde er 1841 Diakonus und Hospitalprediger in Delitzsch. Um 1842 schloss er sich den „Protestantischen Freunden“ (Lichtfreunde) an, die sich zur Verteidigung des Rationalismus gegen die in Preußen aufziehende Neuorthodoxie gebildet hatten und nicht allein die Bibel gelten ließen, sondern auch „den im Menschen vorhandenen Geist zu christlichen Norm erhoben“. Wegen seiner Gegnerschaft gegen das Apostolikum verweigerte der Regierungspräsident in Merseburg 1845 seine Wahl als Pfarrer an die St.-Ulrichs-Kirche in Halle (Saale). Eine zunächst bestätigte Wahl an die Nikolaikirche in Nordhausen wurde vom Kultusministerium in Berlin aufgehoben, nachdem die Lichtfreunde in Preußen und Sachsen verboten worden waren. Nach Ausschöpfung aller rechtlichen Möglichkeiten gab er im Januar 1847 sein Pfarramt auf und gründete mit Kirchenvorstehern und Gemeindegliedern der Nikolaikirche die Freie Protestantische Gemeinde Nordhausen, als deren Prediger und Vorsteher er bis 1881 wirkte. Trotz des sogenannten März-Edikt von 1847, das die Rationalisten aus der Amtskirche herausdrängen sollte, war die erste Zeit der freikirchlichen Gemeinde, aber auch die Jahre der Reaktionsära nach 1849, von heftigen Konflikten mit den Behörden geprägt, unter anderem um die Gründung eines Fröbelkindergartens. Baltzer, ein bezüglich pädagogischer Maßnahmen wohl auch von Pestalozzi beeinflusster Anhänger seines thüringischen Landsmanns Friedrich Fröbel, vermerkte hierzu:

„Unsere freie Gemeinde, welche sich offen zu den innersten Grundsätzen dieser Erziehungsweise bekennt, hat die Kindergärten allein und besonders den freien Gemeinden empfohlen. Im Kindergarten ist in Allem, was geschieht, die Freiwilligkeit die treibende Kraft, wie sie der Grundsatz unserer freien Gemeinde im Großen ist.“

Im März 1848 nahm Baltzer als vom Landtag entsandter Stadtverordneter am Vorparlament der ersten Deutschen Nationalversammlung in der Frankfurter Paulskirche teil und war von Ende Mai 1848 Abgeordneter der konstituierenden Preußischen Nationalversammlung in Berlin. Parlamentarisch setzte sich Baltzer für soziale Reformen ein. 1851 eröffnete Baltzer, der zu einer naturgemäßen Erziehung der Menschheit beitragen wollte, nach dem Vorbild Fröbels in Nordhausen den ersten Kindergarten in Preußen.
Wie die meisten weiteren unabhängigen Gemeinden wandte sich die Nordhäuser Gemeinde unter Baltzer bald vom protestantischen Rationalismus ab und einer pantheistischen Naturreligion zu. Christliche Feste wurden in der Freireligiösen Bewegung fortgeführt, aber umgedeutet, etwa die Konfirmation zur Jugendweihe. 1859, als sich die Lichtfreunde mit den freireligiösen Deutschkatholiken zusammenschlossen, wurde Eduard Baltzer zum ersten Präsidenten des Bundes Freireligiöser Gemeinden Deutschlands gewählt.
Durch einen bereits vegetarisch lebenden Amtskollegen, einem „Herrenhuter Prediger“, bekam der bereits von der Schrift Die naturgemäße Diät, die Diät der Zukunft des Heilpraktikers Theodor Hahn „bekehrte“ Baltzer 1866 auch Kenntnis von der Schrift Theodor Hahns Das praktische Handbuch zur gesunden Lebensweise. Er hörte daraufhin am 26. November 1866 mit dem Zigarre-Rauchen auf, wurde Vegetarier und gründete Ostern 1867 in Nordhausen den „Verein für natürliche Lebensweise“, der rasch wuchs. Auf der Vereinssitzung vom 9. Juli 1868 wurde die Umbenennung in „Deutscher Verein für natürliche Lebensweise“ beschlossen, ab dem 19. Mai 1869 nannte man sich „Deutscher Verein für naturgemässe Lebensweise“.
In den Jahren 1867–1872 verfasste Baltzer unter dem Titel Die natürliche Lebensweise ein vierbändiges Werk, in dem er den Vegetarismus religiös, moralisch, politisch, volkswirtschaftlich und gesundheitlich zu begründen versucht. Baltzer entwarf darin die Utopie der Entstehung eines neuen und höheren Menschengeschlechts, das sich durch die Vermeidung des Verzehrs von Fleisch und eine naturgemäße Lebensweise „zum Wahren, Richtigen und Guten“ entwickelt, um sich schließlich „Gott zu nähern“, was er unter dem Begriff „Vegetarianismus“ zusammenfasste. Auch sah er in der seiner Rechnung nach billigeren vegetarischen Kost die Möglichkeit, die ärmere Bevölkerungsschicht besser zu ernähren.
Das von Baltzer ab Juni 1868 herausgegebene Vereinsblatt für Freunde der natürlichen Lebensweise (Vegetarianer) war die erste Zeitschrift der vegetarischen Bewegung in Deutschland. Nach dem Tod Baltzers wurde mit Thalysia ein neuer Name für das Blatt gewählt. Baltzer nannte Thalysianismus die „natürliche Lebensweise“ der Vegetarier, nach Thalysia, dem antiken Erntedankfest zu Ehren der Demeter und des Dionysus.
Zum Anbau eigener pflanzlicher Kost und in Ersehnung einer Verwandlung „pesthauchender Städte und öder Landstriche“ in ein großes, „gesundes, schönes, ertragreiches Gartenland“ nahm er gedanklich bereits die im Namen des Orthopäden Moritz Schreber angestoßene Entwicklung von Kleingarten-Anlagen (ursprünglich der körperlichen Ertüchtigung dienend) im Sinne der Lebensreformer, zunächst in Brandenburg (so die Gemeinnützige vegetarische Obstbau-Kolonie Eden), vorweg.
Im Jahr 1881 schied Baltzer aus seiner freikirchlichen Gemeinde aus und legte alle Ämter nieder.
Drei Jahre vor seinem Tod wurde er zu einem Monat Festungshaft verurteilt, weil er in einem Zeitungsartikel den Kronprinzen wegen dessen Teilnahme an einer Hetzjagd der Barbarei bezichtigte.

## Schriften (Auswahl)
- Delitzsch-Halle-Nordhausen, oder mein Weg aus der Landeskirche in die freie protestantische Gemeinde, aktenmäßig dargestellt. Leipzig 1847 (Digitalisat).
- Deutsche Kirche. Ps. 115, 16. Freie protestantische Gemeinde Nordhausen. Mittheilungen. Erstes Heft. Leipzig 1847 (Digitalisat).
- Baltzer an seine Wähler! Eine persönliche Erklärung. Nordhausen 1849 (Digitalisat).
- Die Freie Gemeinde zu Nordhausen, ein Zeugniß aus ihr und über sie zum 4. Stiftungsfeste am 5. Januar 1850. Nordhausen 1850 (Digitalisat). Zweite, zum 5. Stiftungsfeste am  5. Januar 1851, verbesserte und vermehrte Auflage Nordhausen 1851 (Digitalisat).
- Alte und neue Welt-Anschauung. Vorträge, gehalten in der freien Religionsgemeinde zu Nordhausen. Vier Hefte, Nordhausen 1850–1859 (Digitalisate).
- Von der Arbeit. Oder die menschliche Arbeit in persönlicher und volkswirthschaftlicher Beziehung. Erste Ausgabe, Nordhausen 1864
- Die natürliche Lebensweise. 1. Theil: Der Weg zu Gesundheit und sozialem Heil. Nordhausen 1867. 3. vermehrte Auflage Rudolstadt 1882 (Digitalisat).
- Die natürliche Lebensweise. 2. Theil: Die Reform der Volkswirthschaft vom Standpunkte der natürlichen Lebensweise. Nordhausen 1867. 2., neu durchgearbeitete Auflage Rudolstadt 1882 (Digitalisat).
- Pythagoras, der Weise von Samos. Ein Lebensbild, Nordhausen 1868 (Reprint Heilbronn 1991. ISBN 3-923000-58-8)
- Die natürliche Lebensweise. 3. Theil: Briefe an Virchow über dessen Schrift „Nahrungs- und Genußmittel“. Nordhausen 1868. 2. Auflage Rudolstadt 1881 (Digitalisat).
- Gott, Welt und Mensch. Grundlinien der Religionswissenschaft in ihrer Stellung und Gestaltung systematisch dargelegt, Nordhausen 1869
- Die natürliche Lebensweise. 4. Theil: Vegetarianismus in der Bibel. Nordhausen 1872 (Digitalisat). 2., mit neuem Vor- und Nachwort versehene Auflage Rudolstadt 1886 (Digitalisat).
- Es lebe das Vegetariat – Vegetarismus und soziale Reform, Nordhausen 1873
- Ideen zur socialen Reform. Nordhausen 1873 (Digitalisat).
- Apollonius von Tyana. Aus dem Griechischen des Philostratus, Rudolstadt 1883 (Nachdruck, Aalen 1970)
- Vegetarianisches Kochbuch für Freunde der natürlichen Lebensweise
- Erinnerungen. Bilder aus meinem Leben. Frankfurt a. M. 1907.
- Georg Herrmann (Hrsg.): Eduard Baltzer: Theologe und Revolutionär. Bilder aus meinem Leben. – Zur Jahrhundertfeier der Gründung des Bundes freireligiöser Gemeinden Deutschlands (= Die kleinen Kulturzeitschriften, Folge 4), Konstanz 1959

## Ehrung

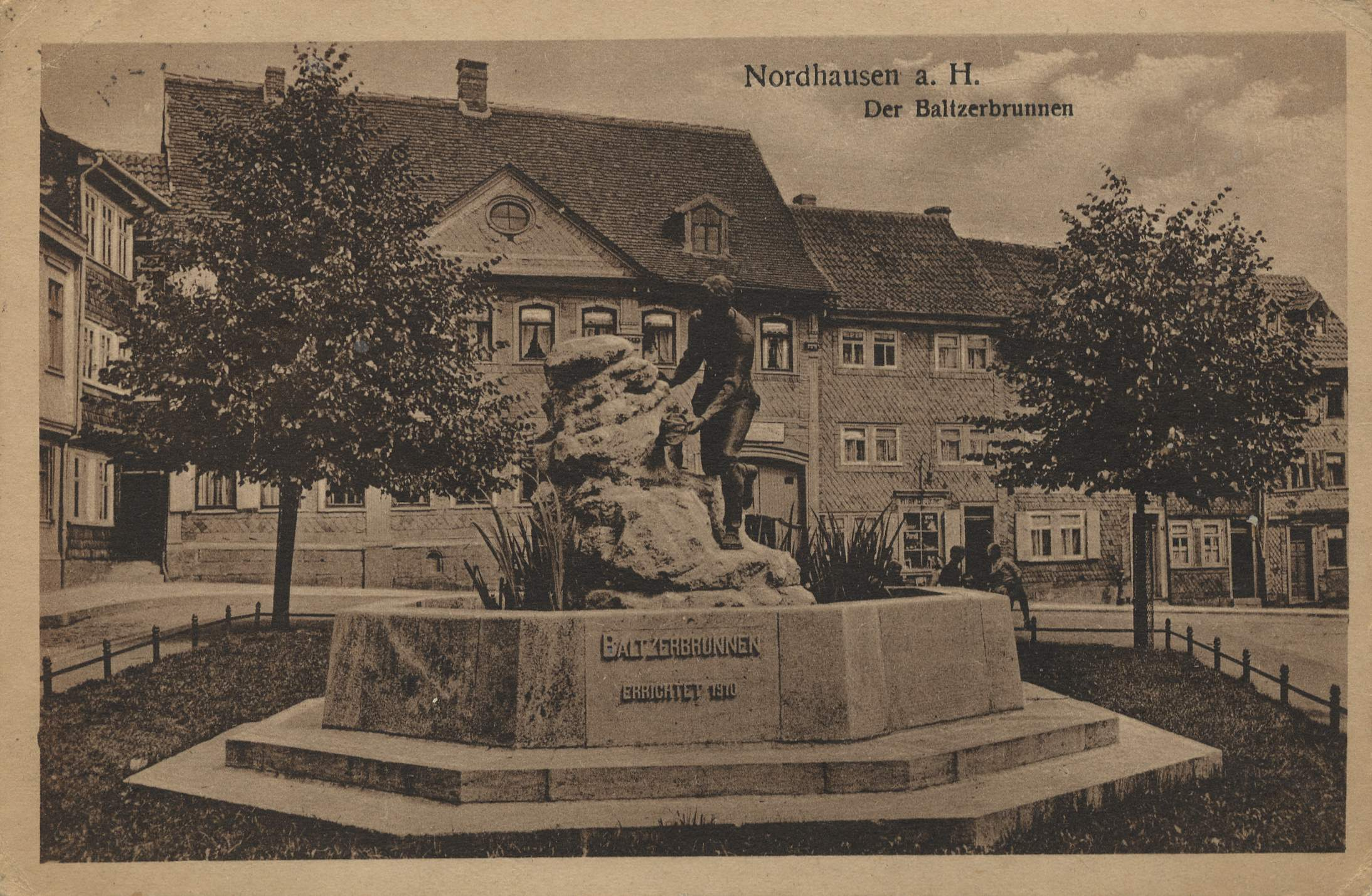
Baltzerbrunnen in Nordhausen, 1924

Der Bildhauer Adolf Jahn schuf im Jahre 1910 für Nordhausen einen Eduard-Baltzer-Brunnen, der bei den Luftangriffen auf die Stadt im April 1945 zerstört wurde.
In der Gartenstadt Schönblick in der brandenburgischen Gemeinde Woltersdorf ist seit 1906 eine Straße nach ihm benannt. 